# Schachmathematik

Schachmathematische Aufgabe: Lösungen des Springerproblems (1837)

Schachmathematik bezeichnet die mathematische Auseinandersetzung mit Schach und damit verbundenen Problemen, meist als spezielles Teilgebiet der Unterhaltungsmathematik. Auch mathematische Modelle für Schachprobleme kommen oft aus der Graphentheorie oder der Kombinatorik.

## Berechnung der Spielstärke und Turnierpläne
Die für Schachspieler wichtigste Anwendung von Mathematik ist die Berechnung der Spielstärke in den Ratingsystemen (siehe hierzu die Artikel Elo-Zahl, DWZ oder auch Ingo-Zahl). Das Erstellen von Paarungsplänen für Schachturniere erfordert auch die Mithilfe mathematischer Methoden (siehe Turnierform, Rutschsystem, Schweizer System und Scheveninger System).
Auch wenn die „Mathematik der Turniere“ und die Ratingsysteme in Gesamtdarstellungen erwähnt werden, gehört der Bereich im engeren Sinne nicht zur Schachmathematik, denn diese Methoden lassen sich prinzipiell auf andere Brettspiele oder Zweier-Sportarten anwenden.

## Aufgaben, die Schach und Mathematik kombinieren

### Wege der Figuren auf dem Schachbrett
Eine typische Aufgabe ist das Springerproblem: Finde einen Weg für den Springer, der ihn über das ganze Brett führt, ohne ein Feld zweimal zu betreten. Diese Art von Aufgaben wird auch für verallgemeinerte Schachbretter und für Märchenschachfiguren gestellt.

### Aufstellungen von Figuren auf dem Schachbrett
Oftmals geht die Betrachtung von der speziellen Geometrie des Schachbretts aus. Viele Rätselaufgaben handeln davon, Figuren nach festgelegten Bedingungen aufzustellen:

#### Unabhängigkeit
Wie viele Figuren einer bestimmten Sorte lassen sich auf das Schachbrett stellen, so dass keine im Wirkungsbereich einer anderen steht, und wie viele Möglichkeiten gibt es für eine solche Aufstellung? Die bekannteste derartige Aufgabenstellung ist das vom bayerischen Schachmeister Max Bezzel erdachte Damenproblem.

#### Wächterfiguren
Wie viele Figuren einer bestimmten Sorte sind notwendig, um alle freien Felder des Schachbretts zu beherrschen? Einen solchen Satz von Figuren nennt man Wächterfiguren. Beherrschen sie auch alle Felder, auf denen die Figuren stehen, spricht man von dominierenden Figuren. Wird hingegen kein Feld, auf dem eine Figur steht, beherrscht, nennt man sie aufspannende Figuren.
Im Falle der Dame werden sowohl für Dominanz als auch Aufspannung fünf benötigt.
|   | a | b | c | d | e | f | g | h |   |
| 8 |   |   |   |   |   |   |   |   | 8 |
| 7 |   |   |   |   |   |   |   |   | 7 |
| 6 |   |   |   |   |   |   |   |   | 6 |
| 5 |   |   |   |   |   |   |   |   | 5 |
| 4 |   |   |   |   |   |   |   |   | 4 |
| 3 |   |   |   |   |   |   |   |   | 3 |
| 2 |   |   |   |   |   |   |   |   | 2 |
| 1 |   |   |   |   |   |   |   |   | 1 |
|   | a | b | c | d | e | f | g | h |   |

Fünf dominierende Damen
|   | a | b | c | d | e | f | g | h |   |
| 8 |   |   |   |   |   |   |   |   | 8 |
| 7 |   |   |   |   |   |   |   |   | 7 |
| 6 |   |   |   |   |   |   |   |   | 6 |
| 5 |   |   |   |   |   |   |   |   | 5 |
| 4 |   |   |   |   |   |   |   |   | 4 |
| 3 |   |   |   |   |   |   |   |   | 3 |
| 2 |   |   |   |   |   |   |   |   | 2 |
| 1 |   |   |   |   |   |   |   |   | 1 |
|   | a | b | c | d | e | f | g | h |   |

Fünf aufspannende Damen
Insgesamt gibt es 4860 Aufstellungen von fünf Wächterdamen.

### Relation
|   | a | b | c | d | e | f | g | h |   |
| 8 |   |   |   |   |   |   |   |   | 8 |
| 7 |   |   |   |   |   |   |   |   | 7 |
| 6 |   |   |   |   |   |   |   |   | 6 |
| 5 |   |   |   |   |   |   |   |   | 5 |
| 4 |   |   |   |   |   |   |   |   | 4 |
| 3 |   |   |   |   |   |   |   |   | 3 |
| 2 |   |   |   |   |   |   |   |   | 2 |
| 1 |   |   |   |   |   |   |   |   | 1 |
|   | a | b | c | d | e | f | g | h |   |

Eine andere Art der schachmathematischen Aufgaben sind die Relationsaufgaben. Dabei kann es entweder darum gehen, dass Figuren eine bestimmte Anzahl Züge haben, die sie relativ zueinander machen können, oder eine bestimmte Stellung zueinander haben und diese verändern können.
Eine Aufgabe des ersten Typus wäre etwa die folgende:
(Werner Keym, Die Schwalbe, April 1987): In einer legalen Stellung mit drei Steinen haben diese Zugmöglichkeiten im Verhältnis 1:2:3 zueinander. Nach einem weißen und einem schwarzen Zug haben die Steine ein Verhältnis von 2:1:3. Die einzige Lösung ist wie im folgenden Diagramm.
Der schwarze König kann nach a7, b7 und b8 ziehen (3 Zugmöglichkeiten), der weiße König nach d1, d2, e2, f2, f1 und rochieren (6 Zugmöglichkeiten) und der Turm kann entlang der h-Linie und nach g1 oder f1 ziehen (9 Zugmöglichkeiten). Somit ist das Verhältnis schwarzer König:weißer König:Turm  3:6:9 gleich 1:2:3. Nach den Zügen 1. 0–0 und Ka8–b7 hat der schwarze König 8 Zugmöglichkeiten, der weiße König 4 und der Turm 12. Jetzt ist das Verhältnis 8:4:12 gleich 2:1:3.

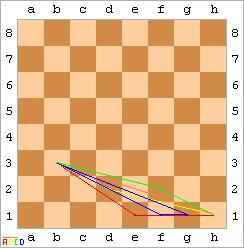
A = Ausgangsstellung, B = 1. Kd2, C = 1. Kf2, D = 1. 0–0

Eine Aufgabe des zweiten Typus hingegen könnte so lauten (Werner Keym, Die Schwalbe, Juni 2004): Die Mitten der Standfelder dreier Steine (in legaler Stellung) bilden die Eckpunkte eines Dreiecks. Man kann seinen Flächeninhalt durch drei verschiedene Züge des weißen Königs auf jeweils 1/3 verkleinern. Welches ist die Ausgangsstellung?
Die Antwort wäre hier wKe1 Th1 sKb3 mit einem Flächeninhalt von 3 Feldern. Nach 1. Kd2, 1. Kf2 oder 1. 0–0 würde sich der Flächeninhalt auf ein Feld verringern. Eine graphische Lösung sähe wie folgt aus (siehe Diagramm, die Erklärung zu den Farben findet sich links unten).